# Omicrabulus admonitor
Omicrabulus admonitor är en stekelart som beskrevs av Giordani Soika 1989. Omicrabulus admonitor ingår i släktet Omicrabulus och familjen Eumenidae. Inga underarter finns listade i Catalogue of Life.